# Intersec Group
Intersec est une entreprise spécialisée dans la géolocalisation et les solutions mobiles de géo-intelligencee fondée[Où ?] en 2004,,.

## Historique
Intersec a été fondée en 2004 par Yann Chevalier, Jean-Marc Coïc et Olivier Guillaumin,. Durant les premières années, elle était principalement connue pour son logiciel d'envoi de SMS développé pour les opérateurs de télécommunications,. L'entreprise a depuis élargi ses activités et développe aujourd'hui des applications logicielles qui traitent les données volumineuses (big data) des opérateurs de télécommunications au niveau international afin d'avoir un aperçu de la localisation de l'ensemble de leurs abonnés, mis à jour en permanence et en temps réel,,.
En mai 2022, Intersec a déployé le système FR-Alert, qui envoie des notifications d'urgence sur les téléphones portables dans les zones touchées par des catastrophes ou des attentats en France,.
En 2023, Intersec est devenu membre de l'Union internationale des télécommunications (UIT) afin de favoriser l'adoption de systèmes d'alerte précoce. Intersec est également membre de l'Association européenne des numéros d'urgence (EENA).
En 2024, Intersec est disponible dans plus de 50 pays et traite les métadonnées de près d'un milliard d'appareils connectés.

## Brevets
Intersec a déposé plusieurs modèles, parmi lesquels la "géolocalisation mécanisme pour les télécommunications" de l'INPI WO2015132533 - 2015-09-11

## Investisseurs
Membre de La french Tech, Intersec a levé 4 millions d'euros de fonds en 2011, 20 millions de dollars en 2014, et 10 millions $ en 2016,.
Ses investisseurs sont :
- Innovacom
- Highland Capital Partners Europe
- Cisco Systems
- CM-CIC
- Omnès Capital